# Dmitrij Vladimirovič Skobel'cyn
Dmitrij Vladimirovič Skobel'cyn (in russo Дмитрий Владимирович Скобельцын?; San Pietroburgo, 12 novembre 1892 – Leningrado, 16 novembre 1990) è stato un fisico sovietico.

## Biografia
Nel 1946 è nominato membro dell'Accademia delle scienze dell'URSS. Nel 1969 viene riconosciuto Eroe del Lavoro Socialista. Nel corso della sua vita ottiene diverse medaglie dell'Ordine di Lenin ed altri riconoscimenti.
Nel 1923 studiando i raggi cosmici con la camera a nebbia aveva scoperto alcune particelle del tutto simili agli elettroni, le quali però, quando veniva loro applicato un campo magnetico, si curvavano nella direzione sbagliata. Questo fatto lasciava assai perplessi gli scienziati dell'epoca, finché nel 1932 Carl Anderson scoprì che si trattava, in realtà, di positroni, particelle delle quali era stata peraltro ipotizzata l'esistenza fin dal 1928 da Paul Dirac.